# فارس سعدون
فارس سعدون رباع بارالمبي عراقي، نافس في دورات الألعاب البارالمبية الصيفية وبطولة العالم البارا لرفع الاثقال وفاز بعدة ميداليات.

## حياته
ولد فارس سعدون عبد حسين العجيلي عام 1974 في الموصل شمال العراق وهو يعاني من شلل الأطفال. والدهُ سعدون كان مهندس مدني ووالدته ربه منزل. اكمل دراسته الجامعية بتخصص علوم الكيمياء وعمل كرئيس كيمياويين في مستشفى السلام في الموصل. متزوج ولديه خمس بنات وولد واحد.

## الميداليات
| الميدالية | المسابقة                         | المكان         | النتيجة   |
| --------- | -------------------------------- | -------------- | --------- |
| ذهبية     | الألعاب البارالمبية الصيفية 2004 | اثينا، اليونان | 237.5 كغم |
| فضية      | الألعاب البارالمبية الصيفية 2012 | لندن، بريطانيا | 242.0 كغم |
| برونزية   | الألعاب البارالمبية الصيفية 2020 | طوكيو، اليابان | 228 كغم   |